# Weinbergen
Weinbergen is een plaats en voormalige gemeente in de Duitse deelstaat Thüringen en maakt deel uit van de Unstrut-Hainich-Kreis. Weinbergen werd op 1 januari 2019 opgenomen in de gemeente Mühlhausen.
Weinbergen telt  inwoners. De gemeente ontstond in 1994 door de fusie van de gemeenten Bollstedt, Grabe, Höngeda en Seebach.

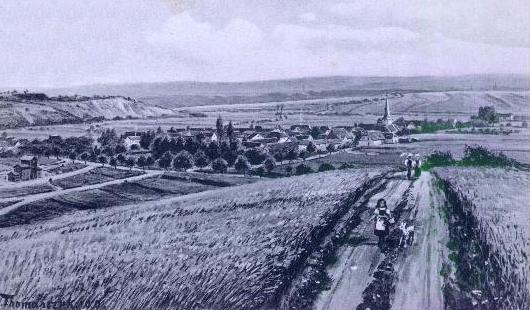
Grossgrabe/Thüringen (1909)